# 南台南站副都心

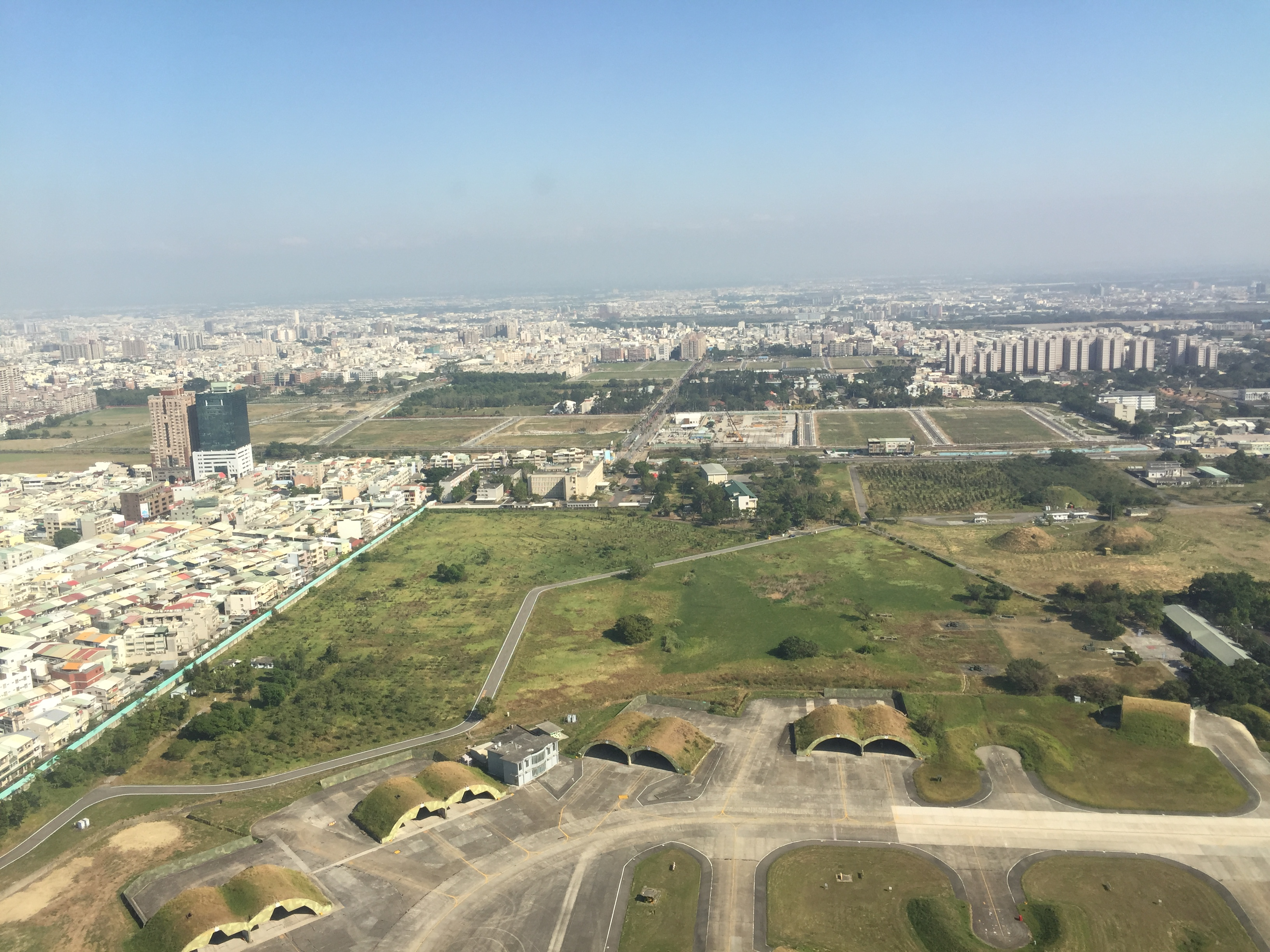
南臺南副都心（圖中狹長空地，下方為臺南機場）

南台南站副都心計畫區、南台南站副都心、南台南副都心為臺南市政府在東區臺鐵地下化復設南臺南車站後，對其周圍尚可發展之腹地建構的市地重劃區。

## 位置
南台南站副都心位於臺南市東區生產路臺灣糖業試驗所周邊農業區土地，古地名為大路東，意指「大道路之東」（道路今稱大同路，屬於台1線），鄰近南區的台南機場，總面積約110公頃；計畫範圍東至崇明路與崇德路、西抵大同路、北達中華東路、南以仁德區為界。

## 計畫內容
臺南市早期都市發展多集中於北區、中西區、東區等都會核心發展區。隨著都市發展密度漸增、加上未來台鐵地下化等重大建設之推行，使得市中心區之公共設施與交通服務水準日趨下降。而本副都心計畫位置為東區僅餘之可發展腹地之一。
依據「台南市東區都市計畫（主要計畫）通盤檢討案」計畫內容，本計畫區未來發展定位為「南台南副都心」。為兼顧未來都市發展之公共設施（如體育場、停車場等設施）及公立大學設校之需求；本計畫將依循上位計畫之指導：配置商業、居住、文化、休憩等相容之複合都市機能空間、並且連結鄰近臺南市立臺南文化中心、巴克禮紀念公園等重大公共設施。全案主要計畫業經2009年12月8日中華民國內政部都市計畫委員會第720次會議審議修正通過，並配合調整細部計畫提請台南市都市計畫委員會第284次會議討論通過。

### 臺南小巨蛋
2010年9月23日，臺南市政府由時任市長許添財與國立臺南大學簽訂備忘錄：原預定增設該大學文化校區於此、並興建一可容納15000人活動的臺南小巨蛋。
2015年7月1日，時任臺南市長賴清德在市政會議宣佈，該案主要經過成功大學團隊評估與研議，該地原小巨蛋計畫將重新規劃，另覓合適地點「孵蛋」，該原案暫告段落。
2018年9月16日，時任中華民國行政院院長賴清德、教育部政務次長姚立德、國家發展委員會主任委員陳美伶等人共同宣布原小巨蛋預定地將建設國立科學教育體驗未來館。

### 南臺南車站保留用地
於本計畫區內增設之南臺南車站，將使本計畫區周圍北上至市中心、及南下轉乘臺鐵沙崙支線通往高鐵台南站更為便捷。本計畫除優先發展地區（面積約93公頃）外，暫予保留地區（面積約17公頃）係配合鐵路地下化工程而保留。而交通部主辦單位已完成整體工程細部設計，市府亦已辦理用地變更且公開展覽。

## 資料來源
1. ↑  公告發布實施本市「擬定台南市東區細部計畫（南台南站副都心地區）案」計畫書、圖，並自民國99年12月24日零時起生效，特此公告週知。 （页面存档备份，存于），臺南市政府，2010年12月29日
2. ↑  臺南市政府 新聞與國際關係處-新聞稿 市府為台南市小巨蛋催生 盼臺南大學儘速爭取行政院核定及經費到位[永久]，臺南市政府，2012年4月17日
3. ↑  市府為台南市小巨蛋催生  盼臺南大學儘速爭取行政院核定及經費到位[永久]，臺南市政府，2012年4月17日
4. ↑  . 自由時報. 2015-07-01. （原始内容存档于2015-07-01）.
5. ↑  南台南站副都心案公告發布實施，打造新格局、新意象之新都心 （页面存档备份，存于），臺南市政府，2011年1月5日
6. ↑  「變更臺南市主要計畫（配合臺南市區鐡路地下化計畫）（第一階段）」、「變更臺南市北區都市計畫（細部計畫）（配合臺南市區鐵路地下化計畫）（第一階段）」、「變更臺南市東區都市計畫（細部計畫）（配合臺南市區鐵路地下化計畫）（第一階段）」等3案自101年8月8日起依法公開展覽30天，特此公告週知。 （页面存档备份，存于），臺南市政府，2012年8月9日

22°58′3.61″N 120°13′8.96″E / 22.9676694°N 120.2191556°E